# هيرويوشي كوبوتا
هيرويوشي كوبوتا هو عداء سريع ياباني، (و. 1913  م).

## وصلات خارجية
- هيرويوشي كوبوتا على موقع أوليمبيديا (الإنجليزية)